# Денисовка (Калмыкия)
Денисовка — исчезнувший посёлок в Яшалтинском районе Калмыкии. 
Посёлок располагался на западе Калмыкии примерно в 36 км к северо-востоку от посёлка Башанта и 15 км к югу от села Яшалта.

## История
Основан в начале 1920-х годов как переселенческий посёлок.
После образования в 1920 году Калмыцкой автономной области было инициировано переселение в Калмыкию калмыков, проживавших за пределами автономной области. В 1923-1925 годы было организовано переселение калмыков, проживавших в станице Денисовской в Большедербетовский улус Калмыцкой автономной области. Из Денисовской станицы переселились в 1923 году — 120 человек, 1924 году — 438 человек, 1925 году — 183 человека, всего 741 
человек. На новом месте богшрахинцы образовали два населенных пункта: хутора Денисовка и Борна. При образовании в 1938 году Яшалтинского района населённые пункты вошли в его состав.
Летом 1942 года Денисовка, как и другие населённые пункты Западного района (улуса), была оккупирована. Освобождёна в январе 1943 года бойцами 28-й армии и 110-й отдельной калмыцкой кавалерийской дивизии.
28 декабря 1943 года население было депортировано. После ликвидации Калмыцкой АССР посёлок входил в состав Западного района Ростовской области. После депортации калмыков посёлок остался без населения и вскоре исчез. Последний раз Денисовка отмечена на американской карте СССР 1950 года.